# Antoine Dumesnil
Pour les articles homonymes, voir Dumesnil.
Antoine Jules Dumesnil est une personnalité politique française de la IIIe République, né le 25 novembre 1805 à Puiseaux (Loiret) et mort le 22 août 1891.
Avocat de profession et historien de l'art, il a exercé des fonctions de maire, conseiller général et sénateur.

## Biographie
Antoine Jules Dumesnil naît à Puiseaux le 25 novembre 1805 (4 Frimaire An 14) sous le Premier Empire.
Avocat au conseil d'État et à la cour de cassation, il est notamment l'avocat de la Banque de France et des caisses d'amortissement et de consignations.
Durant sa carrière politique, Antoine Dumesnil exerce la fonction de maire de Puiseaux pendant plus de 40 ans.
Il est élu conseiller général du canton de Puiseaux le 11 novembre 1833 et exerce la fonction jusqu'à sa mort en 1891.
En 1849, il est nommé préfet du Loiret.[réf. nécessaire]
Il est élu sénateur du Loiret le 30 janvier 1876 dans le cadre de la première legislature de la Troisième République. Il est réélu le 5 janvier 1879 puis renonce à se représenter au scrutin du 5 janvier 1888. Au Sénat, il siège au centre-gauche.
En marge de sa carrière politique, Antoine Dumesnil est également un historien d'art, il est notamment l'auteur d'une « Histoire des plus célèbres amateurs et de leurs relations avec les artistes » en cinq volumes, parus entre 1853 et 1860.
Il est nommé chevalier de la Légion d'honneur le 30 avril 1844 puis élevé au rang d'officier de la Légion d'honneur le 18 mai 1868.
Antoine Dumesnil meurt le 22 août 1891 à l'âge de 85 ans sous la Troisième République.